# Lili and Susie
Lili and Susie est un duo féminin de chanteuses suédoises, formé en 1985 et composé de deux sœurs, Lili Päivärinta et de Susie Päivärinta. Le duo a eu du succès en Suède vers la fin des années 1980 au début des années 1990, notamment avec la chanson Oh Mama en 1987.

## Biographie
En 1989, elles participent au Melodifestivalen 1989 avec la chanson Okay Okay!.
Quelques années plus tard le duo sortira quelques albums avec succès, puis fait une pause dans sa carrière pour participer à des campagnes pour animaux.
En 1996, le groupe fait son retour sous le nom de « L & S », en sortant un album qui aura moins de succès.
En 2000, le duo se sépare, Susie entame sa carrière solo et sortira quelques singles et écrit pour des artistes.
En décembre 2008, le groupe se reforme, elles sont nommées en demi-finale du Melodifestivalen 2009, mais ne le remportent pas.